# Agostino de Lestrange

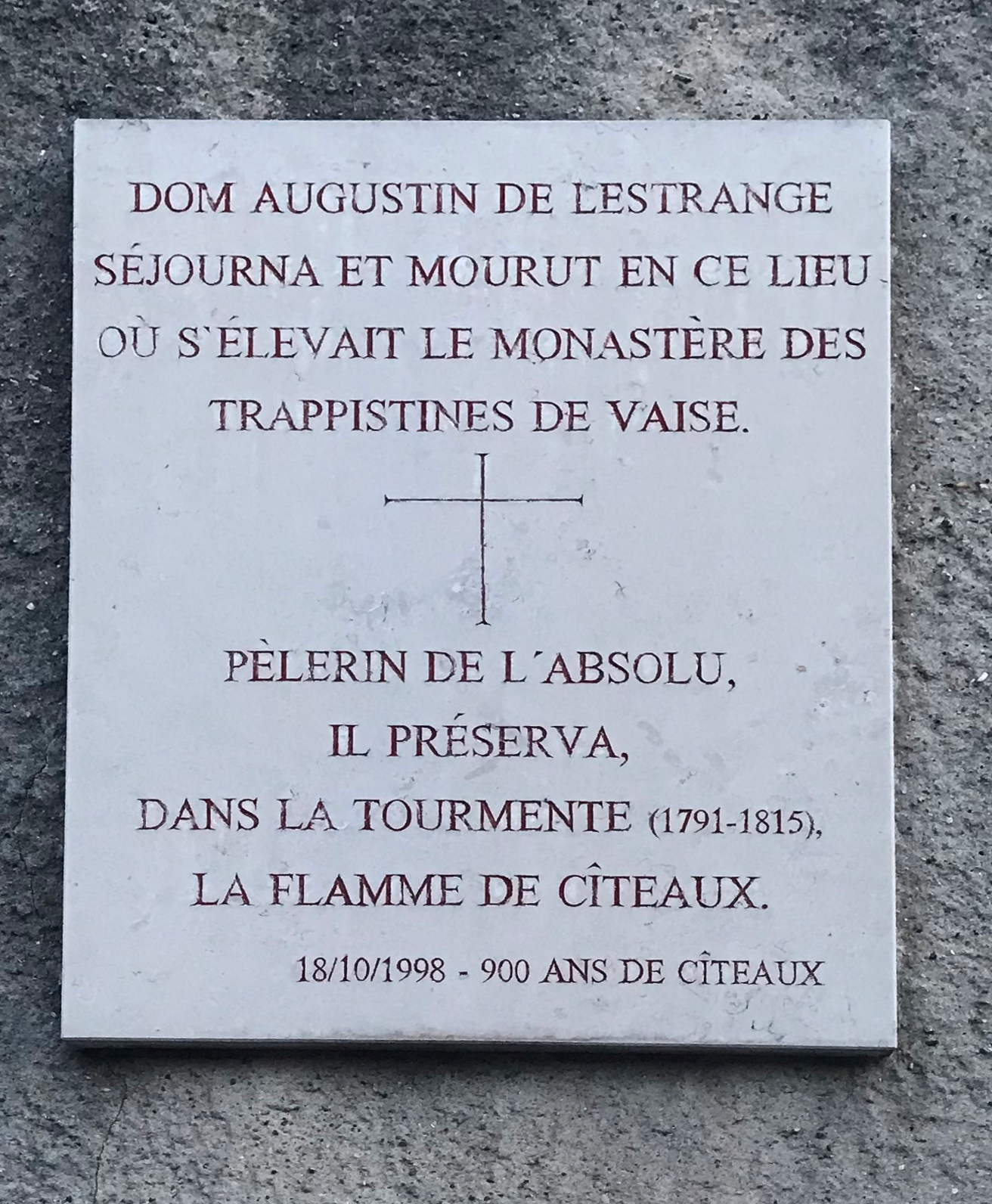

Agostino (al secolo Henri-Louis) de Lestrange (Colombier-le-Vieux, 1754 – Lione, 16 luglio 1827) è stato un religioso francese, riformatore dei trappisti.

## Biografia
Monaco nell'abbazia di Soligny, ricopriva la carica di maestro generale dei novizi quando l'Assemblea nazionale soppresse gli ordini religiosi (1790): ottenuta l'autorizzazione del senato di Friburgo, si rifugiò con dei compagni in Svizzera, nella certosa abbandonata della Valsainte, consentendo al suo ordine di sopravvivere e diffondersi in Inghilterra, Piemonte, Spagna, Canada e Germania.
Introdusse alcune innovazioni nella regola e nel 1798 divenne abate generale. Di fronte alla minaccia dell'invasione francese della Svizzera (1798), si recò nel territorio dell'impero russo dove, grazie alla benevolenza dello zar Paolo I, aprì cinque monasteri (in Bielorussia e Lituania). In seguito si trasferì in America e tornò in Francia solo nel 1814, dopo la Restaurazione, per ricostituire la trappa di Soligny e fondare nuovi monasteri (Aiguebelle, Bellefontaine).